# Shalom Jerusalém
Shalom Jerusalém é álbum ao vivo colaborativo entre os cantores Paul Wilbur e Ana Paula Valadão, sendo uma regravação do album Shalom Jerusalem. Foi gravado em 5 de agosto de 2000 na Igreja Batista da Lagoinha. Contém canções com estilo judaico e trechos narrados em hebraico.

## Faixas
1. Intro Jerusalém De Ouro/Ma Tovu (Oh Que Bom) 3:02
2. Elevo Os Meus Olhos (I Lift Up My Eyes) 4:32
3. Venho A Jerusalém (Up to Jerusalem) 3:25
4. Há Alegria (Shouts of Joy) 1:45
5. Com Alegria Cantai (Sing For The Joy in The Lord) 0:55
6. Há Alegria - Reprise (Shouts of Joy - Reprise) 0:33
7. Roni Roni Bat Zion (Regozija, Filha de Sião) 3:05
8. De Onde Vem Meu Socorro (Where Does My Help Comes From) 3:07
9. Hinei Ma Tov (Quão Bom) 4:01
10. Cante Aleluia (Sing Halellujah) 4:29
11. Não Há Outro Igual (Stand Up and Give Him Praise) 6:52
12. Baruch Habah (Bendito É O Que Vem) 8:03
13. Ma Tovu (Oh Que Bom) 3:39
14. Em Tua Presença (In Your Presence, oh God) 12:39
15. Shalom Jerusalém 4:04
16. Deus Toma Teu Santo Trono (Lord, Take Up Your Holy Throne)  5:57